# Record du monde du 400 mètres haies
Pour un article plus général, voir Records du monde d'athlétisme.
Les records du monde du 400 mètres haies sont actuellement détenus par le Norvégien Karsten Warholm avec le temps de 45 s 94, établi le 3 août 2021 en finale des Jeux olympiques de 2020 à Tokyo au Japon, et par l'Américaine Sydney McLaughlin-Levrone, créditée de 50 s 37 le 8 août 2024 lors des Jeux olympiques de 2024 à Paris.
Le premier record du monde du 400 m haies homologué par l'Association internationale des fédérations d'athlétisme est celui de l'Américain Charles Bacon en 1908 avec le temps de 55 s 0. L'Américain Glenn Davis est officiellement le premier athlète à franchir la barrière des 50 secondes (en 1956), son compatriote Geoff Vanderstock celle des 49 secondes (en 1968), l'Ougandais John Akii-Bua celle des 48 secondes (en 1972), l'Américain Kevin Young celle des 47 secondes (en 1992) et Karsten Warholm celle des 46 secondes (en 2021). 
Le premier record mondial féminin est établi en 1974 par la Polonaise Krystyna Kacperczyk, en 56 s 51. La barrière des 55 secondes est franchie en 1978 par la Soviétique Tatyana Zelentsova, celle des 54 secondes en 1984 par sa compatriote Margarita Ponomaryova, celle des 53 secondes en 1986 par l'autre Soviétique Marina Stepanova, et enfin celles des 52 secondes et 51 secondes en 2021 et 2022 par Sydney McLaughlin.

## Record du monde masculin

### Premiers records

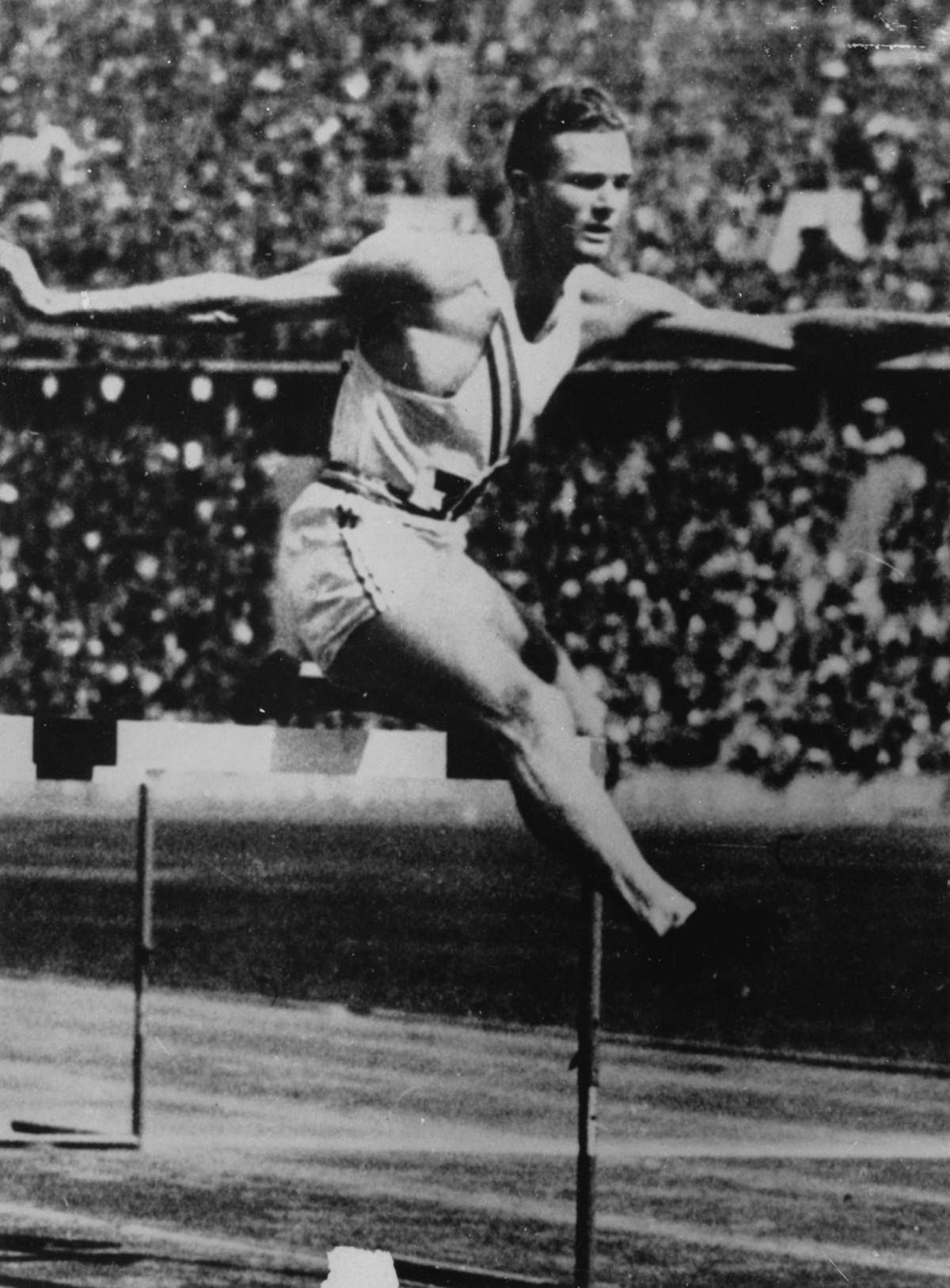
Glenn Hardin améliore à trois reprises le record du monde du 400 m haies dans les années 1930.

Le premier record du monde du 400 mètres haies masculin officiellement reconnu par l'IAAF est celui de l'Américain Charles Bacon le 22 juillet 1908 avec son temps de 55 s 0, établi lors de sa victoire aux Jeux olympiques de 1908, à Londres. 
Le 16 août 1920, lors des Jeux olympiques d'Anvers, en Belgique, son compatriote Frank Loomis devient champion olympique et nouveau recordman du monde en 54 s 0, avant que le Suédois Sten Pettersson ne réalise 53 s 8 le 4 octobre 1925, à Colombes. À cette époque, les règles interdisent de faire basculer une haie sous peine de disqualification. Le 2 juillet 1927, à Lincoln dans le Nebraska, l'Américain Johnny Gibson établit le temps de 52 s 6 sur 440 yards haies et devient le nouveau détenteur du record mondial, performance améliorée de 6/10e de seconde par son compatriote Morgan Taylor qui réalise le temps de 52 s 0 le 4 juillet 1928 à Philadelphie au cours des sélections olympiques américaines. 
Le 1er août 1932, en finale des Jeux olympiques à Los Angeles, l'Irlandais Robert Tisdall remporte le titre olympique en 51 s 7, devant l'américain Glenn Hardin en 52 s 0. Mais Tisdall ayant renversé une haie, l'IAAF homologue uniquement la performance d'Hardin qui égale le record du monde de Morgan Taylor. Le 30 juin 1934, à Milwaukee lors des championnats de l'AAU, Glenn Hardin porte le record du monde à 51 s 8, puis l'améliore de plus d'une seconde un mois plus tard, le 26 juillet 1934 à Stockholm en réalisant le temps de 50 s 6. 
Le record du monde de Glenn Hardin n'est amélioré que dix-neuf ans plus tard par le Soviétique Yuriy Lituyev, l'un des premiers athlètes à soutenir un rythme de treize foulées entre les obstacles, qui établit le temps de 50 s 4 le 20 septembre 1953 à Budapest. À cette période, le renversement d'une haie n'est plus pénalisé. Le 29 juin 1956, lors des sélections olympiques américaines à Los Angeles, Glenn Davis devient le premier athlète à descendre sous la barrière des 50 secondes en améliorant de près d'une seconde le record du monde de Lituyev avec le temps de 49 s 5. 
Champion olympique en 1956, il porte son propre record du monde à 49 s 2 le 6 août 1958 à Budapest, avant de conserver son titre olympique en 1960. Le 14 septembre 1962, au cours des championnats d'Europe de Belgrade, l'Italien Salvatore Morale s'impose en 49 s 2 et égale le record du monde de Glenn Davis, record qu'améliore l'Américain Rex Cawley le 13 septembre 1964 à Los Angeles en 49 s 1.

### Barrière des 48 secondes
| |  |  |
| John Akii-Bua (à gauche) est premier athlète à descendre sous les 48 secondes sur 400 m haies. Edwin Moses (à droite) améliore à quatre reprises le record du monde. |  |  |

Le 11 septembre 1968, au cours des sélections olympiques américaines de 1968 se déroulant à Echo Summit (en) en altitude et sur une piste en tartan, l'Américain Geoff Vanderstock devient le premier athlète à courir un 400 m haies en moins de 49 s 0 en s'imposant dans le temps de 48 s 8, soit 3/10e de moins que le temps de Rex Cawley. Le 15 octobre 1968, en finale des Jeux olympiques, profitant de l'altitude et de la piste synthétique du Stade olympique universitaire de Mexico, le Britannique David Hemery remporte la finale du 400 m haies en 48 s 1 et améliore de 7/10e le record du monde de Geoff Vanderstock. 
Quatre ans plus tard, en finale des Jeux olympiques de 1972 à Munich, le 2 septembre, l'Ougandais John Akii-Bua remporte le titre olympique dans le temps de 47 s 8 et devient le nouveau détenteur du record du monde et le premier athlète à descendre sous les 48 s 0. Il est également officiellement le premier détenteur du record mondial mesuré au centième de seconde, avec son temps de 47 s 82.
À partir de la saison 1976, l'Américain Edwin Moses règne sur la discipline. Le 25 juillet 1976, âgé de 20 ans seulement, il remporte la finale des Jeux olympiques de Montréal et améliore de 19/100e de seconde le record du monde de John Akii-Bua en 47 s 63. Placé au couloir 4, il est à la lutte avec le Britannique Alan Pascoe jusqu'au cinquième obstacle et fait la différence dans le dernier virage, laissant finalement tous ses adversaires à plus de six mètres. Pour la troisième fois consécutive (Hemery en 1968 et Akii-Bua en 1972), le record du monde du 400 m haies est battu en finale des Jeux olympiques. 
Le 11 juin 1977, lors des championnats de l'AAU, à Westwood, près de Los Angeles, Moses remporte son premier titre national sur 400 m haies en 47 s 45 et améliore de 18/100e de seconde son propre record du monde. 
Le 3 juillet 1980, quelques jours avant le début des Jeux olympiques, Moses remporte le meeting de Milan en 47 s 13, retranchant 32/100e à son précédent record du monde. Il signe ensuite seize victoires de rang et se rapproche de sa meilleure marque le 8 août à Berlin en 47 s 17.
Le 31 aout 1983 à Coblence, peu après son titre de champion du monde, Edwin Moses se rapproche de la barrière des 47 secondes en établissant le quatrième et dernier record du monde de sa carrière en 47 s 02, soit une amélioration de 11/100e de sa meilleure marque mondiale établie trois ans auparavant.

### Kevin Young sous les 47 secondes
| |  |  |
| Kevin Young (à gauche) descend sous les 47 secondes en 1992. Karsten Warholm (à droite) est l'actuel détenteur du record du monde en descendant pour la première fois sous les 46 secondes (45 s 94 en 2021). |  |  |

Le 6 août 1992, l'Américain Kevin Young devient le premier athlète à descendre sous les 47 secondes sur 400 m haies en établissant le temps de 46 s 78 à l'occasion de sa victoire en finale des Jeux olympiques de 1992 à Barcelone. Il améliore de 24/100e le record du monde d'Edwin Moses établi neuf ans plus tôt, et abaisse de 85/100e son record personnel accompli lors des demi-finales. En 1998, à La Nouvelle-Orléans, l'Américain Bryan Bronson établit la troisième meilleure performance de tous les temps sur 400 m haies en 47 s 03.
De 2018 à 2021, trois athlètes descendent sous la barre des 47 secondes : Abderrahman Samba, le 30 juin 2018 à Paris avec 46 s 98,le Norvégien Karsten Warholm, le 23 août 2020 à Stockholm, avec 46 s 87, et l'Américain Rai Benjamin, qui établit la deuxième meilleure performance de tous les temps le 26 juin 2021 à Eugene avec 46 s 83.

### Karsten Warholm sous les 46 secondes
Le 1er juillet 2021, quelques jours après la performance réalisé par Rai Benjamin, Karsten Warholm établit un nouveau record du monde du 400 mètres haies à l'occasion du meeting Ligue de diamant des Bislett Games à Oslo. Situé au couloir 7, il réalise le temps de 46 s 70 et améliore de huit centièmes de seconde l'ancienne meilleure marque mondiale que détenait Kevin Young depuis les Jeux olympiques de 1992. Ce record du monde est réalisé quatre jours après le record du monde féminin de l'Américaine Sydney McLaughlin.
Presque un mois plus tard, le 3 août 2021 en finale des Jeux olympiques de Tokyo, il améliore de 76/100e de seconde son propre record en réalisant le temps de 45 s 94, devenant le premier athlète à franchir la barrière des 46 secondes. Lors de cette course, l'Américain Rai Benjamin réalise une performance inférieure au précédent record du monde de Warholm avec 46 s 17.

### Progression

#### Chronométrage manuel
24 records du monde masculins ont été homologués par World Athletics.
| Temps                | Athlète           | Date              | Circonstance             | Lieu         |
| -------------------- | ----------------- | ----------------- | ------------------------ | ------------ |
| Chronométrage manuel |                   |                   |                          |              |
| 55 s 0               | Charles Bacon     | 22 juillet 1908   |                          | Londres      |
| 54 s 0               | Frank Loomis      | 16 août 1920      |                          | Anvers       |
| 53 s 8               | Sten Pettersson   | 4 octobre 1925    |                          | Colombes     |
| 52 s 6 y             | Johnny Gibson     | 2 juillet 1927    |                          | Lincoln      |
| 52 s 0               | Morgan Taylor     | 4 juillet 1928    |                          | Philadelphie |
| 52 s 0               | Glenn Hardin      | 1er août 1932     |                          | Los Angeles  |
| 51 s 8               | Glenn Hardin      | 30 juin 1934      |                          | Milwaukee    |
| 50 s 6               | Glenn Hardin      | 26 juillet 1934   |                          | Stockholm    |
| 50 s 4               | Yuriy Lituyev     | 20 septembre 1953 | Match Hongrie/URSS       | Budapest     |
| 49 s 5               | Glenn Davis       | 29 juin 1956      |                          | Los Angeles  |
| 49 s 2               | Glenn Davis       | 6 août 1958       | Match Hongrie/États-Unis | Budapest     |
| 49 s 2               | Salvatore Morale  | 14 septembre 1962 | Championnats d'Europe    | Belgrade     |
| 49 s 1               | Rex Cawley        | 13 septembre 1964 | Sélections olympiques    | Los Angeles  |
| 48 s 8               | Geoff Vanderstock | 11 septembre 1968 | Sélections olympiques    | Echo Summit  |
| 48 s 1               | David Hemery      | 15 octobre 1968   | Jeux olympiques          | Mexico       |
| 47 s 8               | John Akii-Bua     | 2 septembre 1972  | Jeux olympiques          | Munich       |

#### Chronométrage électronique
À partir du 1er janvier 1977, l'IAAF ne valide que les records du monde établis à l'aide du chronométrage électronique. La performance de 47 s 82 réalisée par John Akii-Bua le 2 septembre 1972 à Munich constitue néanmoins la première mesure homologuée.
| Temps   | Athlète         | Date             | Circonstance     | Lieu      |
| ------- | --------------- | ---------------- | ---------------- | --------- |
| 47 s 82 | John Akii-Bua   | 2 septembre 1972 | Jeux olympiques  | Munich    |
| 47 s 63 | Edwin Moses     | 25 juillet 1976  | Jeux olympiques  | Montréal  |
| 47 s 45 | Edwin Moses     | 11 juin 1977     | Championnats AAU | Westwood  |
| 47 s 13 | Edwin Moses     | 3 juillet 1980   |                  | Milan     |
| 47 s 02 | Edwin Moses     | 31 août 1983     |                  | Coblence  |
| 46 s 78 | Kevin Young     | 6 août 1992      | Jeux olympiques  | Barcelone |
| 46 s 70 | Karsten Warholm | 1er juillet 2021 | Bislett Games    | Oslo      |
| 45 s 94 | Karsten Warholm | 3 août 2021      | Jeux olympiques  | Tokyo     |

## Record du monde féminin

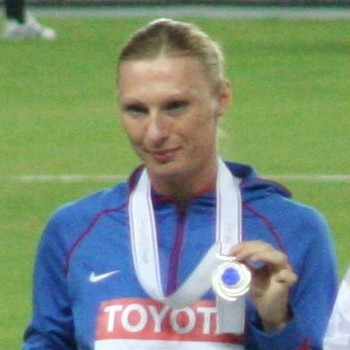
Yuliya Pechenkina, détentrice du record du monde féminin de 2003 à 2019.

### Domination des pays de l'Est
Le premier record du monde du 400 m haies féminin officiellement reconnue par l'IAAF est celui de la Polonaise Krystyna Kacperczyk avec son temps de 56 s 51 établi le 13 juillet 1974 à Augsbourg, en Allemagne. En 1977, le record est porté à 55 s 74 par la Soviétique Tatyana Storozheva, puis à 55 s 63 par l'Est-Allemande Karin Rossley. L'année suivante, Krystyna Kacperczyk s'adjuge de nouveau le record du monde en établissant le temps de 55 s 44 à Berlin, performance améliorée durant l'été 1978 par la Soviétique Tatyana Zelentsova (55 s 31 à Podolsk, puis 54 s 89 à Prague) qui devient la première athlète féminine à descendre sous les 55 secondes. Le 27 juillet 1979 à Moscou, sa compatriote Marina Makeyeva porte le record du monde à 54 s 79, avant que l'Est-allemande Karin Rossley ne le fixe à 54 s 28 le 17 mai 1980 à Iéna. Le 11 juin 1983, à Moscou, la Soviétique Ana Ambrazienė améliore de 26/100e le record du monde de Rossley en établissant le temps de 54 s 02.
En 1984, le 400 m haies féminin figure pour la première fois au programme des Jeux olympiques. Quelques semaines avant les Jeux de Los Angeles, la Soviétique Margarita Ponomaryova améliore de 44/100e de seconde le record du monde d'Ana Ambrazienė en étant chronométrée en 53 s 58, le 22 juin 1984 à Kiev, devenant la première femme à descendre sous les 54 secondes. Ce record est porté à 53 s 55 le 22 septembre 1985 à Berlin par l'Est-allemande Sabine Busch, puis à 53 s 32 par la Soviétique Marina Stepanova le 30 août 1986 à l'occasion de sa victoire aux championnats d'Europe de 1986, à Stuttgart. Le 19 septembre 1986, Stepanova est la première à courir un 400 m haies en moins de 53 secondes, en établissant le temps de 52 s 94 à Tachkent.
Le 19 août 1993, au cours des championnats du monde de Stuttgart, la Britannique Sally Gunnell améliore de 20/100e le record mondial de Marina Stepanova en s'imposant en finale dans le temps de 52 s 74. Deux ans plus tard, le 11 août 1995 lors des championnats du monde 1995, à Göteborg, l'Américaine Kim Batten devient la nouvelle détentrice du record du monde en s'adjugeant la médaille d'or dans le temps de 52 s 61. 
Le 5 août 2003, durant les championnats de Russie de Toula, la Russe Yuliya Pechonkina améliore de 27/100e le record du monde de Kim Batten en le portant à 52 s 34. De 2003 à 2019, seules deux athlètes se rapprochent de ce record : la Jamaïcaine Melaine Walker (52 s 42 en 2009) et l'Américaine Lashinda Demus (52 s 47 en 2011).

### Prise de pouvoir des Américaines

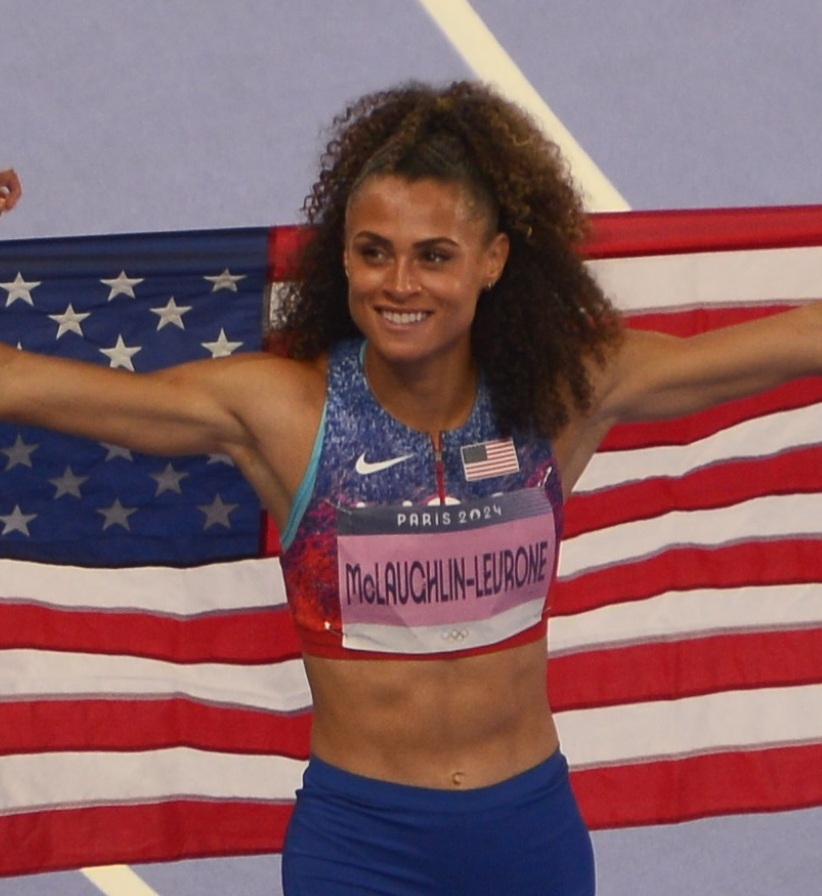
Sydney McLaughlin-Levrone, actuelle détentrice du record du monde féminin.

Le 28 juillet 2019, l’Américaine Dalilah Muhammad s’empare du record du monde en s’imposant lors des championnats des États-Unis à Des Moines dans le temps de 52 s 20.
Elle l'améliore le 4 octobre 2019 en finale des championnats du monde d'athlétisme 2019 avec le temps de 52 s 16.
Le record du monde de Dalilah Muhammad tient près de deux ans avant d'être battu par une autre Américaine, Sydney McLaughlin, âgée de 21 ans, qui devient la première femme de l'Histoire à descendre sous la barrière des 52 secondes en 51 s 90 lors des sélections olympiques américaines disputées à Eugene. Presque un mois plus tard, le 3 août 2021 en finale des Jeux olympiques de Tokyo, McLaughlin améliore de 44/100e de seconde son propre record en réalisant le temps de 51 s 46. Lors de la même course, Muhammad réalise la deuxième meilleure performance de tous les temps avec 51 s 58, largement en deçà du précédent record du monde.
En 2022, Sydney McLaughlin améliore par deux fois son propre record du monde, d'abord en finale des championnats des États-Unis à Eugene le 25 juin, avec le temps de 51 s 41, puis en finale des championnats du monde de Eugene un mois plus tard, où elle devient la première femme à passer sous la barrière des 51 secondes, en 50 s 68.
Le 30 juin 2024 à Eugene au cours des sélections olympiques américaines, Sydney McLaughlin-Levrone établit un cinquième record du monde consécutif en abaissant de 3/100e son temps établi deux ans plus tôt. Le 8 août suivant, en finale des Jeux olympiques à Paris, McLaughlin-Levrone réalise un nouveau record du monde en s'imposant dans le temps de 50 s 37.

### Progression

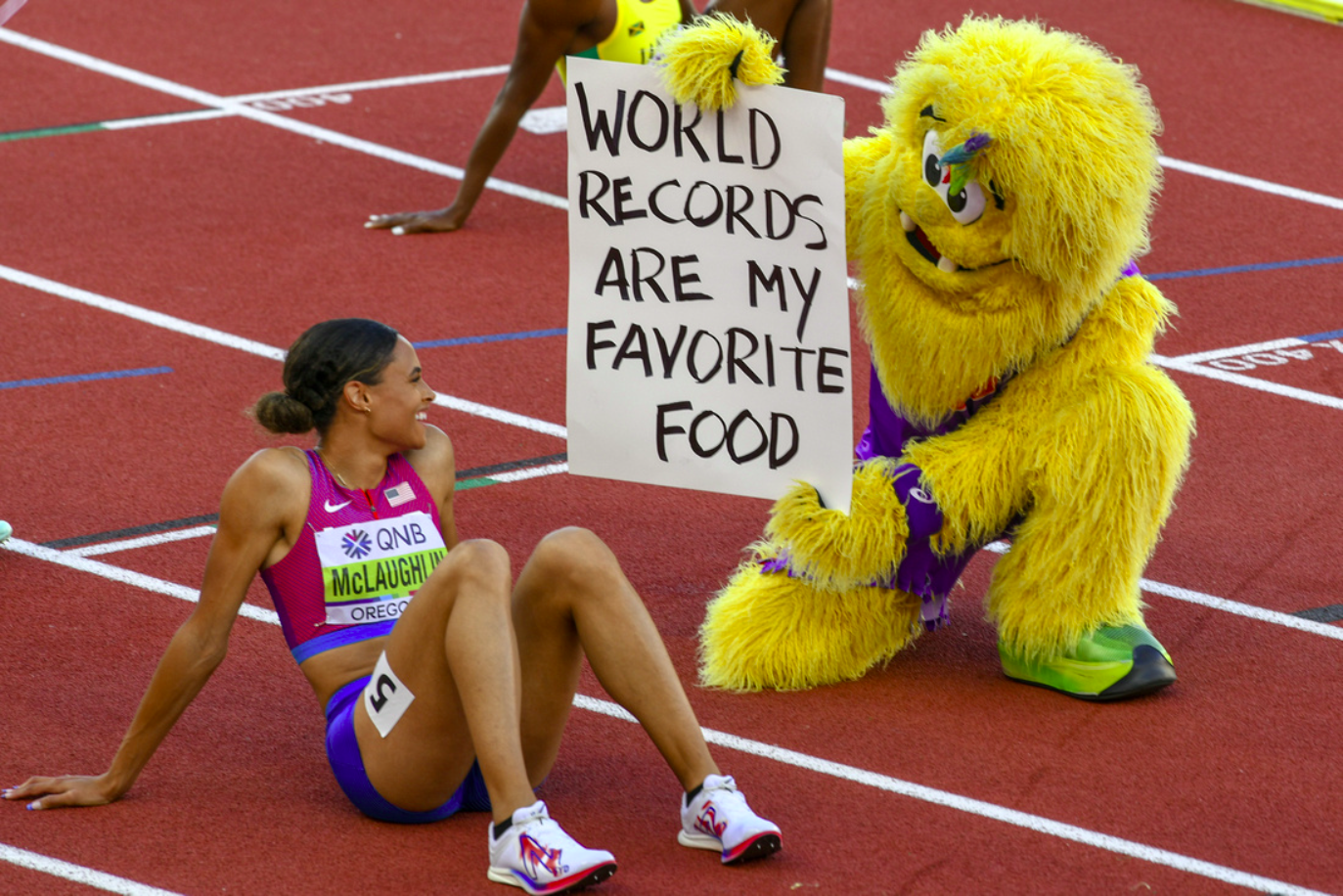
Sydney McLaughlin après son record du monde établi lors des championnats du monde 2022.

22 records du monde féminins ont été homologués par World Athletics.
| Temps   | Athlète                   | Date              | Lieu       |
| ------- | ------------------------- | ----------------- | ---------- |
| 56 s 51 | Krystyna Kacperczyk       | 13 juillet 1974   | Augsbourg  |
| 55 s 74 | Tatyana Storozheva        | 26 juin 1977      | Chemnitz   |
| 55 s 63 | Karin Rossley             | 13 août 1977      | Helsinki   |
| 55 s 44 | Krystyna Kacperczyk       | 18 août 1978      | Berlin     |
| 55 s 31 | Tatyana Zelentsova        | 19 août 1978      | Podolsk    |
| 54 s 89 | Tatyana Zelentsova        | 2 septembre 1978  | Prague     |
| 54 s 78 | Marina Makeyeva           | 27 juillet 1979   | Moscou     |
| 54 s 28 | Karin Rossley             | 17 mai 1980       | Iéna       |
| 54 s 02 | Ana Ambrazienė            | 11 juin 1983      | Moscou     |
| 53 s 58 | Margarita Ponomaryova     | 22 juin 1984      | Kiev       |
| 53 s 55 | Sabine Busch              | 22 septembre 1985 | Berlin     |
| 53 s 32 | Marina Stepanova          | 30 août 1986      | Stuttgart  |
| 52 s 94 | Marina Stepanova          | 19 septembre 1986 | Tachkent   |
| 52 s 74 | Sally Gunnell             | 19 août 1993      | Stuttgart  |
| 52 s 61 | Kim Batten                | 11 août 1995      | Göteborg   |
| 52 s 34 | Yuliya Pechonkina         | 5 août 2003       | Toula      |
| 52 s 20 | Dalilah Muhammad          | 28 juillet 2019   | Des Moines |
| 52 s 16 | Dalilah Muhammad          | 4 octobre 2019    | Doha       |
| 51 s 90 | Sydney McLaughlin-Levrone | 27 juin 2021      | Eugene     |
| 51 s 46 | Sydney McLaughlin-Levrone | 4 août 2021       | Tokyo      |
| 51 s 41 | Sydney McLaughlin-Levrone | 25 juin 2022      | Eugene     |
| 50 s 68 | Sydney McLaughlin-Levrone | 23 juillet 2022   | Eugene     |
| 50 s 65 | Sydney McLaughlin-Levrone | 30 juin 2024      | Eugene     |
| 50 s 37 | Sydney McLaughlin-Levrone | 8 août 2024       | Paris      |

## Meilleures performances mondiales en salle
Le 400 m haies est disputé pour la première fois en salle en 2004 à Mondeville, mais le record du monde en salle n'est pas reconnu par l'IAAF. Les meilleures performances de tous les temps sont établies par le Dominicain Félix Sánchez, auteur de 48 s 78 le 18 février 2012 à Val-de-Reuil, et par l'Américaine Sheena Tosta, créditée de 56 s 41 le 12 février 2011, toujours à Val-de-Reuil.

## Autres catégories d'âge
Les records du monde juniors du 400 m haies sont actuellement détenus par l'Américain Sean Burrell et le Jamaïcain Roshawn Clarke, auteurs de 47 s 85, respectivement le 11 juin 2021 à Eugene et le 7 juillet 2023 à Kingston, et chez les femmes par l'Américaine Sydney McLaughlin, créditée de 53 s 60 le 27 avril 2018 à Knoxville. 
Les meilleures performances mondiales cadets sont la propriété du Sud-Africain Sokwakhana Zazini (48 s 84 le 17 mars 2017 à Pretoria) et de Sydney McLaughlin (53 s 60 le 27 avril 2018 à Knoxville).
| Record                               | Athlète                     | Temps   | Date                        | Lieu            |
| ------------------------------------ | --------------------------- | ------- | --------------------------- | --------------- |
| Record du monde junior               | Sean Burrell Roshawn Clarke | 47 s 85 | 11 juin 2021 7 juillet 2023 | Eugene Kingston |
| Meilleure performance mondiale cadet | Sokwakhana Zazini           | 48 s 84 | 17 mars 2017                | Pretoria        |

| Record                               | Athlète           | Temps   | Date            | Lieu      |
| ------------------------------------ | ----------------- | ------- | --------------- | --------- |
| Record du monde junior               | Sydney McLaughlin | 53 s 60 | 27 avril 2018   | Knoxville |
| Meilleure performance mondiale cadet | Sydney McLaughlin | 54 s 15 | 10 juillet 2016 | Knoxville |